# Stygophrynus forsteri
Stygophrynus forsteri är en spindeldjursart som beskrevs av Dunn 1949. Stygophrynus forsteri ingår i släktet Stygophrynus och familjen Charontidae. Inga underarter finns listade i Catalogue of Life.